# Malouetia cestroides
Malouetia cestroides är en oleanderväxtart som först beskrevs av Christian Gottfried Daniel Nees von Esenbeck och Carl Friedrich Philipp von Martius, och fick sitt nu gällande namn av Müll.Arg.. Malouetia cestroides ingår i släktet Malouetia och familjen oleanderväxter. Inga underarter finns listade i Catalogue of Life.